# Halina Kuźniakówna
Halina Kuźniakówna (ur. 26 marca 1921 w Olkuszu, zm. 21 maja 2013 w Krakowie) – polska aktorka teatralna, filmowa i telewizyjna.

## Życiorys
Córka Stanisława(1890–1950) i Wacławy (1892–1956) Kuźniaków. Ukończyła olkuskie Gimnazjum, następnie uczyła się w Liceum Ogólnokształcącym, w którym zdała maturę. W 1949 ukończyła Państwową Wyższą Szkołę Aktorską w Krakowie i z tym miastem związała się na resztę życia prywatnego i zawodowego. 31 grudnia 1948, będąc studentką, debiutowała rolą Zuzi w Romansie z wodewilu na scenie Starego Teatru w Krakowie. Występowała na scenach krakowskich Miejskich Teatrów Dramatycznych (w sezonie 1948/49), Państwowych Teatrów Dramatycznych (1949–1954) oraz Starego Teatru (1954–1981).
W czasie II wojny światowej jako oficer Armii Krajowej brała udział w działalności konspiracyjnej na Śląsku, za co uzyskała tytuł kapitana sił zbrojnych RP oraz odznakę „Weteran Walk o Wolność i Niepodległość Ojczyzny”.
Zmarła w Krakowie, pochowana 25 maja 2013 na Cmentarzu Parafialnym w Olkuszu (sektor IIPB-12-19).

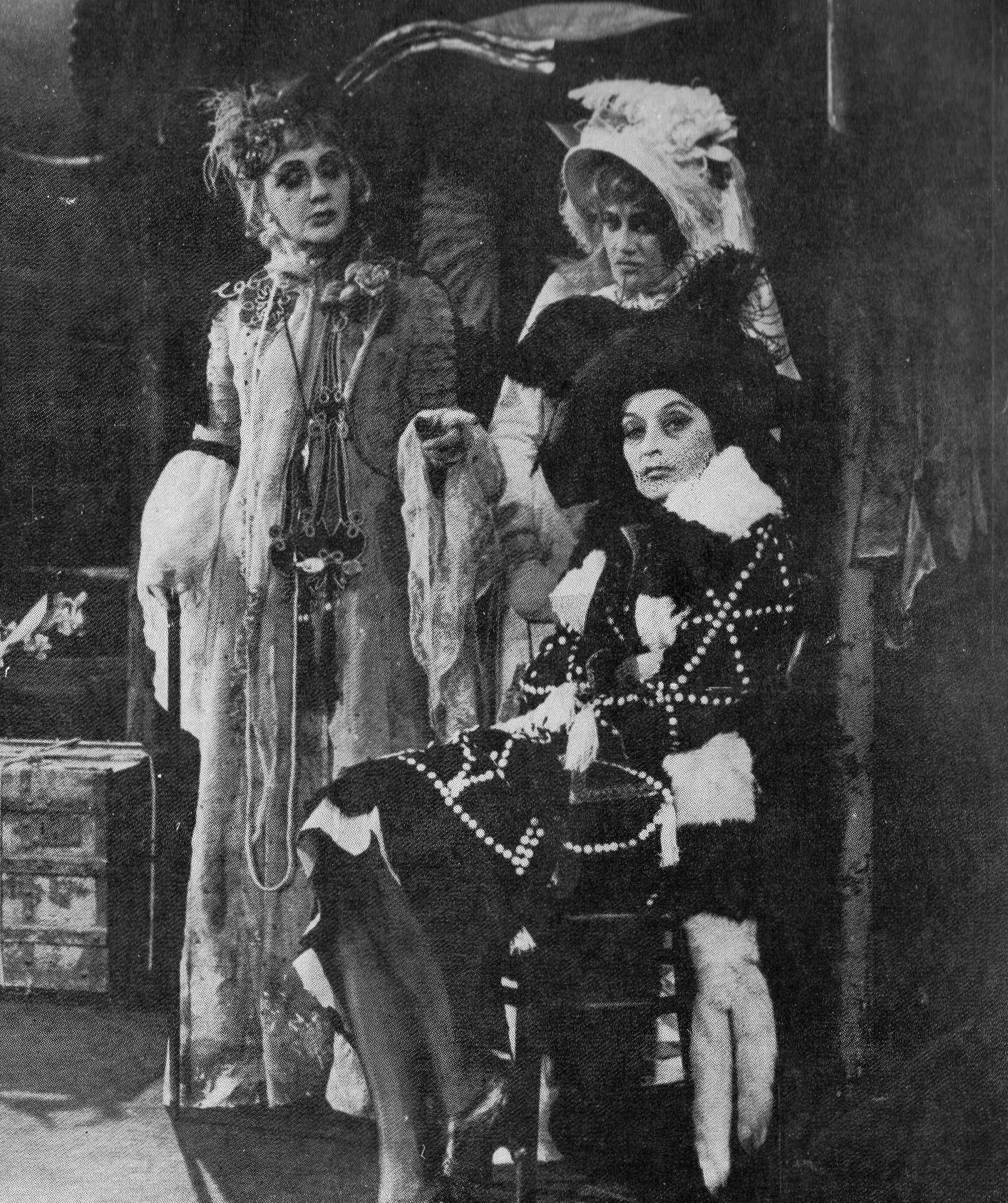
Zofia Niwińska, Halina Kuźniakówna, Ewa Lassek, Wariatka z Chaillot, Kraków, 1964.

## Filmografia
seriale
- 1977: Parada oszustów [odc. Tajny detektyw]
- 1978: 07 zgłoś się [odc. Brudna sprawa] jako Sałacińska, sąsiadka Ewy Grabik
- 1978: Układ krążenia [odc. 5]
- 1980: Z biegiem lat, z biegiem dni... [odc. 1]

film
- 1955: Godziny nadziei jako pielęgniarka Frania
- 1969: Co jest w człowieku w środku jako Henia, bufetowa w gospodzie
- 1976: Noc w wielkim mieście jako pasażerka

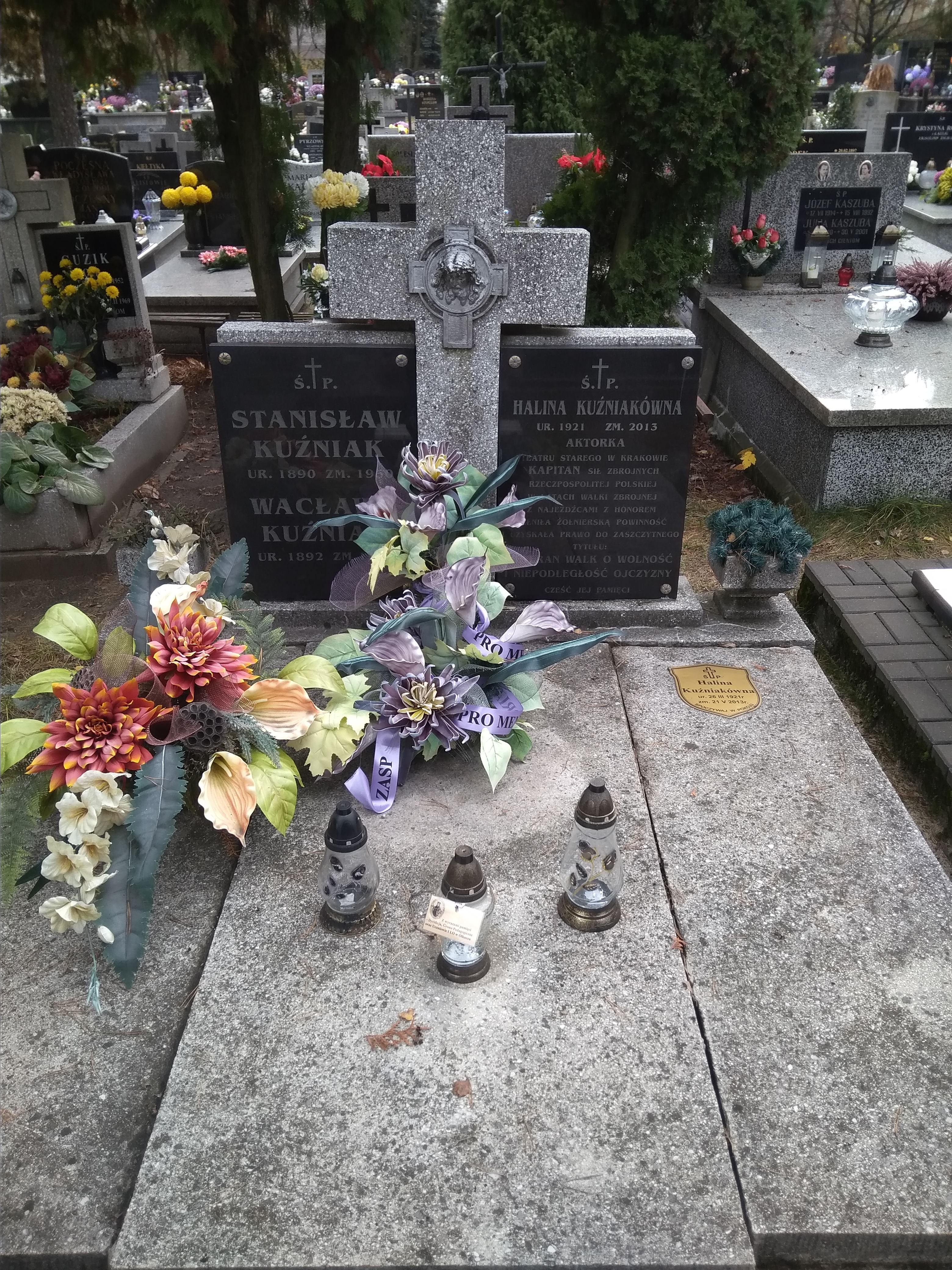
Grób Haliny Kuźniakówny na Cmentarzu Parafialnym w Olkuszu

- 1976: Ocalić miasto
- 1996: Gry uliczne jako sąsiadka

## Odznaczenia
- Krzyż Kawalerski Orderu Odrodzenia Polski (1981),
- Medal 10-lecia Polski Ludowej (28 stycznia 1955)[3],
- Odznaka „Honoris Gratia” (2009),
- Złota Odznaka „Za Zasługi dla Ziemi Krakowskiej” (1975),
- Srebrna Odznaka „Zasłużony Działacz Związków Zawodowych Pracowników Kultury i Sztuki” (1979).